# Synagoga Pinkusa Libermana w Łodzi
Synagoga Pinkusa Libermana w Łodzi – prywatny dom modlitwy znajdujący się w Łodzi przy ulicy Wschodniej 35.
Synagoga została zbudowana w 1891 roku z inicjatywy Pinkusa Libermana, Eliasza Łódzkiego i Gecela Pawłowskiego. Mogła ona pomieścić 31 osób. Podczas II wojny światowej Niemcy zdewastowali synagogę.